# Gudisibergen
Gudisibergen (georgiska: გუდისის ქედი, Gudisis kedi) är en bergskedja i norra Georgien. Den är en del av Stora Kaukasus.